# Xavier Cuenca Iturat

En Blas Infante (1982), en el parque de la Guineueta (Barcelona)

Xavier Cuenca Iturat (Villanueva y Geltrú, 13 de febrero de 1958) es un escultor español. Se licenció en escultura por la Facultad de Bellas Artes de Sant Jordi (Barcelona) en 1982. Destaca en su obra la realización de diversas intervenciones escultóricas en espacios públicos en Maastrich (Holanda), Barcelona, Cassá de la Selva, Rubí Castelldefels, Argentona, Vilanova y la Geltrú, Sitges, San Pedro de Ribas, y Gavá . Ha realizado exposiciones en París, Barcelona, Madrid, Gerona, Lérida, Calafell, Sitges, y Andorra.
En su obra se distinguen los cuerpos fragmentados y el uso poco convencional de la materia, con la que crea texturas que se inspiran en el paisaje natural. Es uno de los pocos escultores catalanes en activo que ejecuta todos los procesos de la realización de las esculturas en bronce en su taller.